# 孔石泉
孔石泉（1909年12月28日—2002年6月22日），原名孔石苏，中国人民解放军中将，1955年获二级八一勋章、一级独立自由勋章、一级解放勋章，1988年获一级红星功勋荣誉章。